# Lužani (ort i Bosnien och Hercegovina)
Lužani är en ort i Bosnien och Hercegovina.   Den ligger i entiteten Republika Srpska, i den norra delen av landet, 130 km norr om huvudstaden Sarajevo. Lužani ligger 107 meter över havet och antalet invånare är 335.
Terrängen runt Lužani är huvudsakligen platt. Lužani ligger nere i en dal.Närmaste större samhälle är Derventa, 4,1 km öster om Lužani. 
Omgivningarna runt Lužani är en mosaik av jordbruksmark och naturlig växtlighet. Runt Lužani är det ganska tätbefolkat, med 67 invånare per kvadratkilometer.